# Clip art

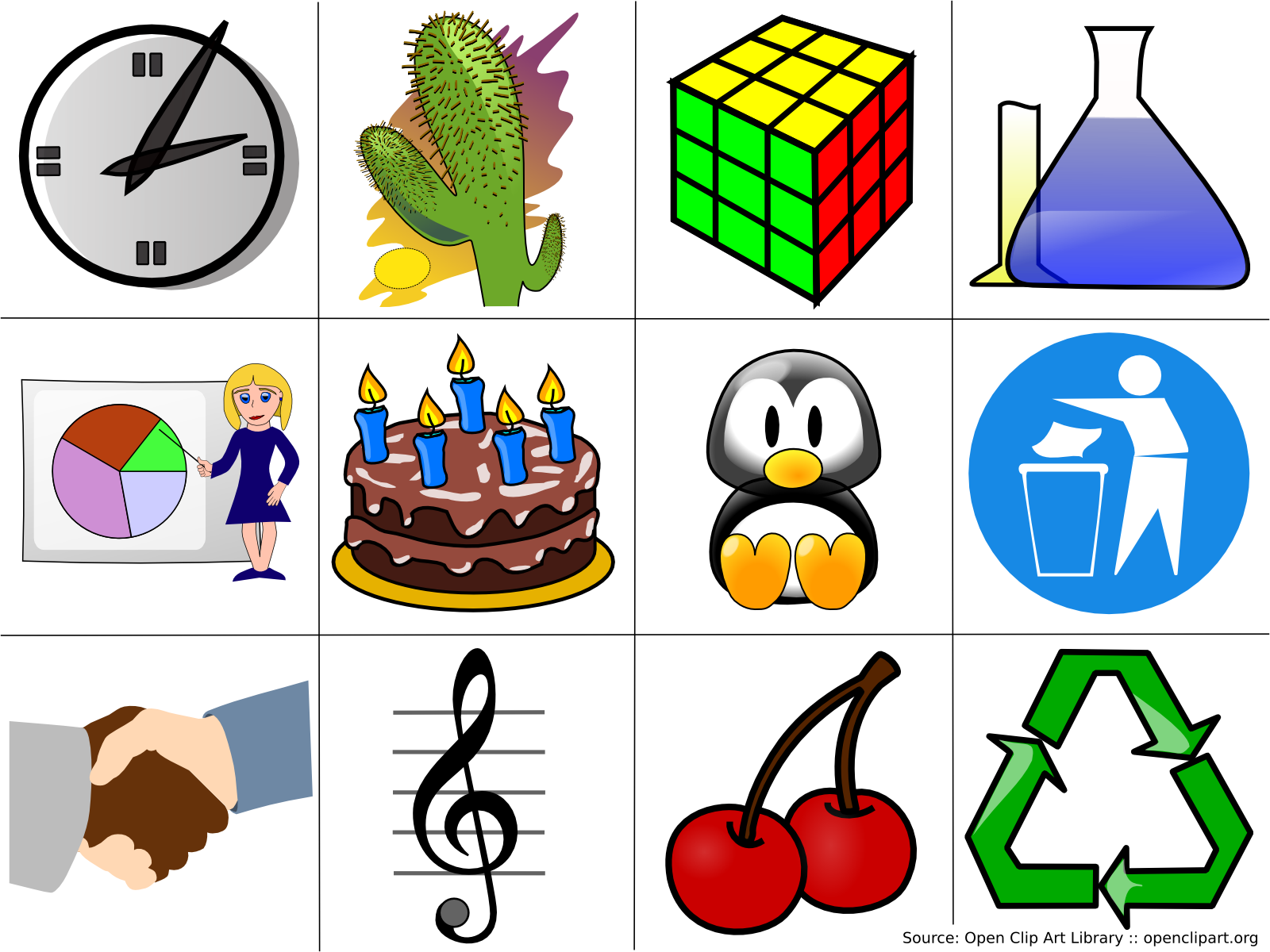
Exemples de clip arts publiés par lOpen Clip Art Library.

Le clip art est un petit dessin ou un symbole prêt à l’emploi permettant l’illustration des documents (enveloppes, annonces, diaporamas, etc.) en leur conférant un attrait supplémentaire. Ils sont de différentes tailles et de différentes formes et se présentent généralement sous le format JPEG, GIF, SVG ou PNG. Les bibliothèques de clip arts sont en général librement utilisables.